# Вентрис (лунный кратер)
Кратер Вентрис (лат. Ventris) — древний большой ударный кратер в экваториальной области обратной стороны Луны. Название присвоено в честь английского архитектора, более известного как лингвист-самоучка, Майкла Джорджа Френсиса Вентриса (1922—1956) и утверждено Международным астрономическим союзом в 1970 г. Образование кратера относится к донектарскому периоду.

## Описание кратера
Ближайшими соседями кратера являются кратер Шлиман на северо-западе, кратер Венинг-Мейнес на северо-востоке, кратеры Дьюар и Страттон на востоке, кратер Килер на юго-востоке и кратер Чаплыгин на западе. Селенографические координаты центра кратера 4°46′ ю. ш. 157°58′ в. д. / 4,77° ю. ш. 157,97° в. д., диаметр 100,7 км, глубина 4,11 км.
За время своего существования кратер значительно разрушен и перекрыт множеством импактов. Северо-восточную часть вала перекрывает сателлитный кратер Вентрис C (см. ниже), юго-восточную - сателлитный кратер Вентрис М. Высота вала кратера над окружающей местностью 1450 м, объем кратера составляет приблизительно 8800 км³. Дно чаши кратера плоское, испещрено множеством кратеров различного диаметра. В северо-восточной части чаши располагается сателлитный кратер Вентрис A.

## Сателлитные кратеры
| Вентрис | Координаты                                            | Диаметр, км |
| ------- | ----------------------------------------------------- | ----------- |
| А       | 4°11′ ю. ш. 158°08′ в. д. / 4,18° ю. ш. 158,13° в. д. | 25,7        |
| B       | 2°13′ ю. ш. 158°05′ в. д. / 2,22° ю. ш. 158,08° в. д. | 17,3        |
| C       | 3°01′ ю. ш. 158°42′ в. д. / 3,01° ю. ш. 158,7° в. д.  | 47,7        |
| D       | 3°34′ ю. ш. 160°11′ в. д. / 3,56° ю. ш. 160,19° в. д. | 21,6        |
| M       | 5°41′ ю. ш. 157°53′ в. д. / 5,68° ю. ш. 157,89° в. д. | 17,5        |
| N       | 6°49′ ю. ш. 157°35′ в. д. / 6,81° ю. ш. 157,59° в. д. | 62,8        |
| R       | 6°02′ ю. ш. 155°07′ в. д. / 6,04° ю. ш. 155,11° в. д. | 13,6        |

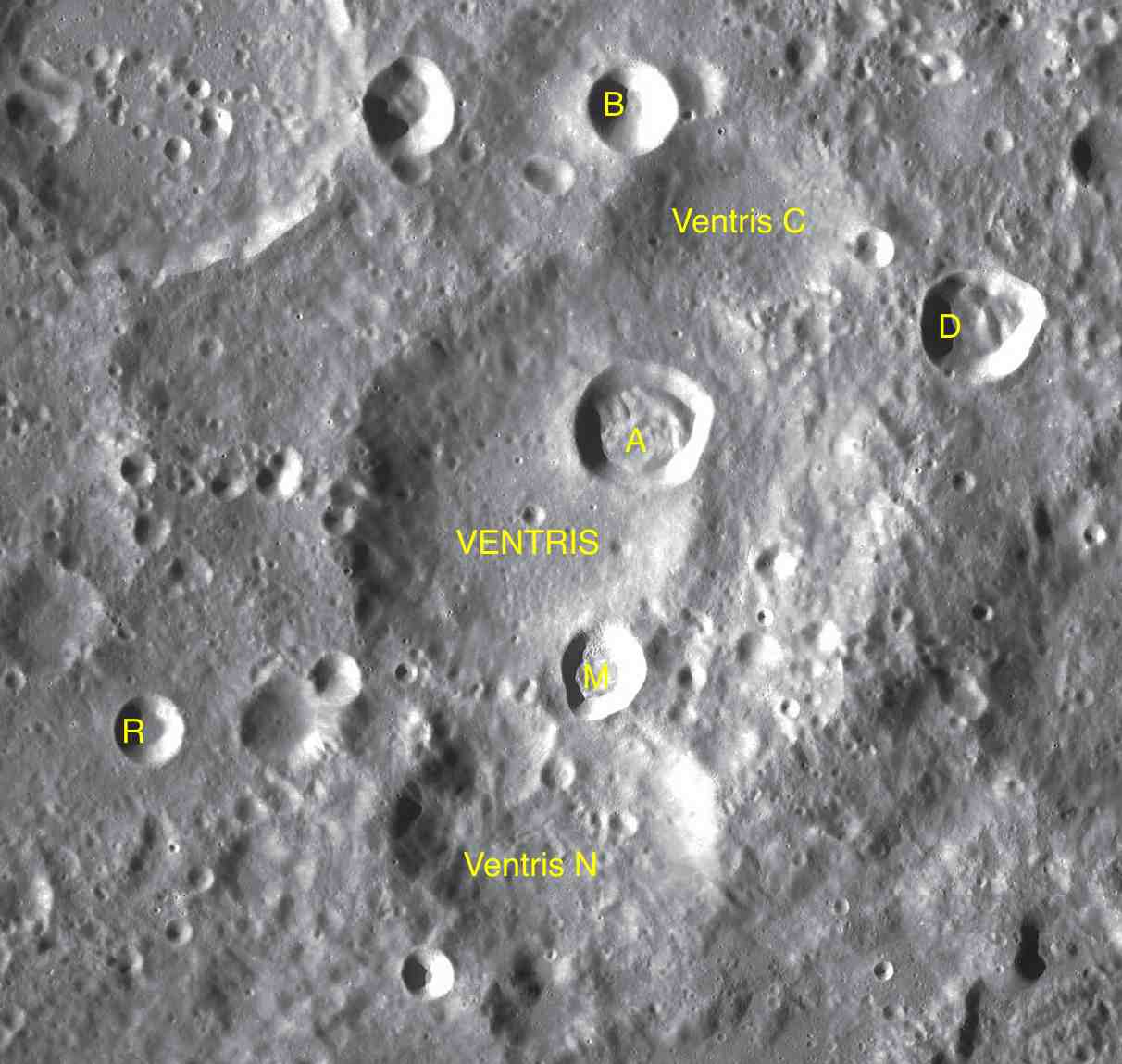
Фрагмент карты LAC-85.

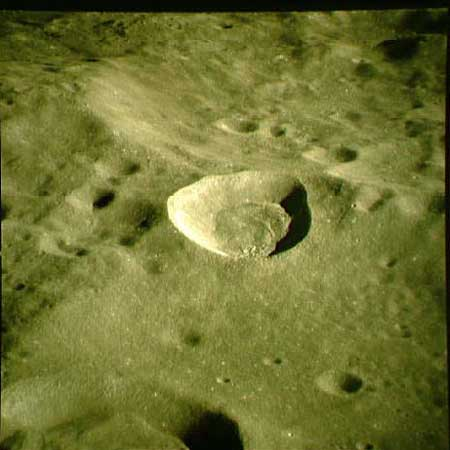
Сателлитный кратер Вентрис М, снимок с борта Аполлона-10.

- Сателлитный кратер Вентрис М имеет сравнительно высокое альбедо, что характерно для большинства молодых кратеров, и небольшую систему лучей, перекрывающую кратер Вентрис. На северо-западе и юго-западе система лучей распространяется на большее расстояние.